# Giulia Tofana
Giulia Tofana ( – Róma, 1659. július) palermói születésű méregkeverő volt, aki hatszáz férfi meggyilkolását ismerte el. Elképzelhető, hogy az általa előállított méreg receptjét anyjától, Thofania d’Adamótól tanulta, akit 1635-ben végeztek ki Palermóban férje megmérgezése miatt.

## Pályafutása
Giulia Tofana szépségápoló szerekkel kezdte pályafutását Dél-Itáliában, majd mérgek előállításába kezdett. A Tofana-víz néven elhíresült mérge valószínűleg arzént, ólmot és nadragulyát tartalmazott. Tofana a mérgeket olyan nőknek adta el, akik meg akartak szabadulni férjüktől. A 17. századi Itáliában a válás lehetetlen volt és a nők teljesen ki voltak szolgáltatva házastársuknak.
Tofana a mérget női kozmetikumként csomagolta be, így az nem keltette fel a férjek figyelmét. Kicsi ampullákban is árulta, amelyeken Szent Miklós képe volt, és emiatt a szent maradványaival összefüggő kenőcsnek tűnt.
Végzetét egyik kliense okozta, akinek megesett a szíve a férjén, amikor az nekilátott mérgezett levese elfogyasztásához. A férfi elmondatta vele az igazságot, majd a pápai hatósághoz fordult. A mérgező asszony elárulta a méregkeverőt, de Tofanát valaki figyelmeztette, így sikerült egy templomba menekülnie, ahol menedéket kért és kapott. Rómában azonban elterjedt az a pletyka, hogy megmérgezte az ivóvizet, ezért az emberek megrohamozták a templomot, és a nőt átadták a hatóságnak. Tofana a kínvallatás során több mint hatszáz férfi meggyilkolását ismerte el 1633 és 1651 között. 1659. júliusban Giulia Tofanát lányával, Girolama Sperával és három alkalmazottjával együtt kivégezték a Campo de’ Fiorin. A méregkeverő több kliensét kivégezték vagy bebörtönözték.

## Mozart
A Tofana-víz olyan híres volt, hogy alkotójának halála után bő száz évvel, 1791-ben Wolfgang Amadeus Mozart halálos ágyán arról beszélt, hogy ezzel a szerrel mérgezték meg.